# Cyprinodon arcuatus
Cyprinodon arcuatus es una especie de pez de la familia de los ciprinodóntidos en el orden de los ciprinodontiformes.

## Morfología
Los machos pueden alcanzar los 4,6 cm de longitud total.

## Distribución geográfica
Se encuentran en Norteamérica: sur de Arizona y norte de Sonora.